# Friedrich Prisi
Friedrich Prisi (* 25. Dezember 1875 in Uebeschi; † 16. Februar 1955 in Bern) war ein Schweizer Offizier, zuletzt im Dienstgrad eines Oberstkorpskommandanten.

## Leben
Als Sohn eines Sekundarschullehrers schlug Prisi zunächst eine Ausbildung als Lehrer ein und studierte Naturwissenschaften und Mathematik an der Universität Bern und war danach Sekundarlehrer in Meiringen. 1915 wurde er Offizier im Generalstab der Schweizer Armee und 1923 zum Oberst befördert. 1932 übertrug man ihm das Kommando über die 3. Division, von 1936 bis 1943 kommandierte er das 2. Armeekorps und war somit zunächst für den Stellungsraum in der Nordwestschweiz links von der Limmatstellung verantwortlich. Nach dem Bezug des Reduits sicherte das 2. Armeekorps die Stellungen links vom Vierwaldstättersee bis in den Raum Interlaken, Hohgant. 1943 wurde er, als zu der Zeit ältester Kommandant eines Armeekorps, von General Guisan in den Ruhestand versetzt.
Prisi war Gründungsmitglied der 1938 ins Leben gerufenen Stiftung Pro Aero, die sich bis heute für die fliegerische Vorschulung für Jugendliche einsetzt.

## Kontroverse mit General Henri Guisan
Seiner Abberufung als Kommandant ging eine länger anhaltende Kontroverse um die vorzeitige Absetzung der als „deutschfreundlich“ geltenden Offiziere Ulrich Wille und Gustav Däniker voraus. Dazu kam, dass Prisi und Guisan unterschiedlicher Auffassung waren über die Reduit-Strategie sowie der Konzeption der Truppenausbildung. Prisi wies an einer Konferenz im Juni 1940 darauf hin, dass ein Rückzug auf den Zentralraum kaum wirksam wäre: «Wenn sich die Armee schon opfern muss und untergehen soll, so geschieht dies mit Vorteil in der ausgebauten und der Truppe bekannten Armeestellung».
Nachdem Guisan im Sommer 1946 den Bericht an die Bundesversammlung über den Aktivdienst 1939–1945 abgegeben hatte, verfasste Prisi daraufhin eine Replik, in der er unter anderem die Unterstellungen von Guisan gegenüber dem Kommandanten der Flieger- und Fliegerabwehrtruppen Hans Bandi scharf kritisierte: Es wäre «eine bis dahin noch nie dagewesene Ungeheuerlichkeit» die einer «posthumen öffentlichen Hinrichtung gleichkommen» würde. Der Bundesrat und die Öffentlichkeit stellten sich hinter Guisan.